# Municipio de Beaver Creek (Dakota del Sur)
El municipio de Beaver Creek (en inglés: Beaver Creek Township) es un municipio ubicado en el condado de Tripp en el estado estadounidense de Dakota del Sur. En el año 2010 tenía una población de 16 habitantes y una densidad poblacional de 0,29 personas por km².

## Geografía
El municipio de Beaver Creek se encuentra ubicado en las coordenadas 43°2′32″N 100°9′42″O / 43.04222, -100.16167. Según la Oficina del Censo de los Estados Unidos, el municipio tiene una superficie total de 54.49 km², de la cual 54,41 km² corresponden a tierra firme y (0,15 %) 0,08 km² es agua.

## Demografía
Según el censo de 2010, había 16 personas residiendo en el municipio de Beaver Creek. La densidad de población era de 0,29 hab./km². De los 16 habitantes, el municipio de Beaver Creek estaba compuesto por el 100 % blancos. Del total de la población el 0 % eran hispanos o latinos de cualquier raza.